# 虞羡
虞羡（227年—284年），字敬悌，会稽郡余姚（今浙江余姚）人，出自会稽虞氏家族。三国时期吴国政治军事人物。为西晋孝廉虞彻的同族兄弟，属东吴大臣虞翻的同族子侄辈。

## 生平
虞羨曾任吴国牙门将，终禆将军。东吴灭国后，并未随孙皓投降，不仕于晋。从存世文物上考证得虞羡生于吴孙权黄武六年（227年），卒于西晋武帝太康五年八月廿七日（284年9月23日）庚子午时，享年57岁，有子八人。虞羡创造了「武人茶」。

## 遗物
- 浙江余姚穴湖村出土东吴遗物《虞羡碑》，记载了虞羡生平
- 今存“虞羡砖”三枚，或称《吴将军虞羡砖》，是三国两晋时期代表性的“官吏砖”文物，铭文相似，有“吴故牙门将裨将军虞羡，字敬悌，年五十有七，以太康五年八月廿七日庚子午时卒，八男”，“吴故牙门将裨将军虞羡，字敬悌，年五十有七，乙太康五年八月廿七日庚子午时卒”，“虞羡，字敬悌，年五十七卒”，为三国时期重要文物，砖文字体方整，书法尚有隶书意蕴残留，体现了中国三国两晋时期书法风格的演进[3]。